# Устка
У́стка (пол. Ustka, кашуб. Ùskô / Ùszcz, нем. Stolpmünde) — город на севере Польши, на Балтийском побережье. Входит в Слупский повят Поморского воеводства. Имеет статус городской гмины. Занимает площадь 10,14 км².
Население — 16 308 человек (на 2004 год).